# 早川毅 (声優)
早川 毅（はやかわ たけし、1974年2月18日 - ）は、日本の声優、舞台俳優。愛知県出身。フリー。

## 略歴
2000年に上京し、銀プロダクションを経て、俳優として全国巡業公演や舞台活動などを中心に行った。
2014年より三木プロダクションに所属し、声優としても活動。現在はフリーランスで活動する。

## 人物
趣味にはスポーツ観戦、特技には素描をそれぞれ挙げている。

## 出演
太字はメインキャラクター。

### テレビアニメ
2018年
- ルパン三世 PART5（記者A）
- RELEASE THE SPYCE（工事長、ホログラム幹部、ホログラム幹部2、博士）
- レイトン ミステリー探偵社 〜カトリーのナゾトキファイル〜（バーナムント、ローブの男）

2019年
- ひとりぼっちの○○生活（英語の先生）
- どろろ（村人B）
- ルパン三世 プリズン・オブ・ザ・パスト（監獄警備兵B）

2020年
- 啄木鳥探偵處（佐原）
- NOBLESSE -ノブレス-（用務員）

2021年
- アイ★チュウ（鯛焼屋店主）
- 海賊王女（店主）

2025年
- この会社に好きな人がいます（経理部次長、焼き鳥店店主）
- グリザイア:ファントムトリガー（ネイサン・ブラック、レナード・コール）
- ニートくノ一となぜか同棲はじめました（夏見の里幹部）
- 謎解きはディナーのあとで（俳優）

### 劇場アニメ
- きみの声をとどけたい（2017年）
- LUPIN THE IIIRD 峰不二子の嘘（2019年、ヒューゴ）
- ルパン三世 THE FIRST（2019年、夫）

### Webアニメ
- 無限の住人-IMMORTAL-（2019年 - 2020年、隅乃、同心、篠田）
- 日本沈没2020（2020年、夫）

### ゲーム
- グリザイアの旋律（2015年）
- タイタンフォール2（2016年）
- ドラゴンブレイド（2017年）
- 蒼焔の艦隊（2017年）
- クイズRPG 魔法使いと黒猫のウィズ（マディーロ・コルテロ）

### ドラマCD
- 一億年ボタンを連打した俺は、気付いたら最強になっていた 〜落第剣士の学院無双〜 第4巻ドラマCD付き特装版（2020年、双六の仙人[8]）

### 吹き替え

#### 映画
- 評決（アリトー）
- アマデウス
- 54 フィフティ★フォー（マーク〈ダニエル・ラパイン〉）※Netflix版
- スター・ウォーズ/スカイウォーカーの夜明け
- レフト・ビハインド（ハシド〈アレック・レイム（英語版）〉）
- 死霊高校
- ファンタスティック・フォー
- ブラック・スキャンダル（ロバート・フィッツパトリック〈アダム・スコット〉）
- クーパー家の晩餐会
- 鬼はさまよう（朝鮮語版）（ソン・ミョンス〈キム・ウイソン〉）
- コール・オブ・ヒーローズ 武勇伝（英語版）
- 沈黙の粛清（ロマノ）
- イレブン・ミニッツ
- ウェディング・テーブル（ダグ・グロッキー）
- アップルとわたしのカラフルな世界（グラント）
- 砂の城
- ラバーズ・アゲイン
- ハクソー・リッジ
- ブラッド・スローン
- キラー・セッション（フランス語版）
- REALITYHIGH/リアリティ・ハイ（英語版）（ヴィニー〈ライアン・マラティー（英語版））
- バーフバリ 王の凱旋（クンタラ国王）
- ゾンビーズ（英語版）（ダクストン）
- セルフレス/覚醒した記憶（アントン2〈ブレンダン・マッカーシー〉）
- 名もなき野良犬の輪舞（キム・ソンハン〈ホ・ジュノ〉）
- リグレッション（ケネス・レインズ教授〈デヴィッド・シューリス〉）
- 大脱出2（グレゴール・ファウスト〈タイタス・ウェリヴァー〉）
- ウィーク・オブ・ウェディング
- バイス（コリン・パウエル〈タイラー・ペリー〉[9]）
- ゴールデンスランバー (韓国映画)（朝鮮語版）（ファン局長〈ユ・ジェミョン〉[10]）
- ラスト・パニッシャー（Q〈ベンジャミン・ブラット〉）
- モスル あるSWAT部隊の戦い
- 無敵のドラゴン（ライ〈ヒューゴ・ン〉[11]）
- パラサイト 半地下の家族（オ・グンセ〈パク・ミョンフン〉[12]）
- 新喜劇王（モンの父〈チャン・チー〉[13]）
- 殺人狂騒曲 第9の生贄（ロストフ〈エフゲニー・ツィガノフ〉[14]）
- 鬼手（ファン師範〈チョン・インギョム〉[15]）
- マトリックス レザレクションズ（スクロース〈カフェ店員〉[16]）
- オードリー・ヘプバーン（マイケル・アヴェドン〈本人〉[17]）
- ドッグ・アローン（オリバー〈マルコム・マクダウェル〉）
- デッドロック（マック〈パトリック・マルドゥーン（英語版）〉）
- ガーディアンズ・オブ・ギャラクシー:VOLUME 3[18]
- サイレント・ナイト（トニー〈ルーファス・ジョーンズ〉[19]）
- RRR（ヴェンカタ・ラーマ・ラージュ〈アジャイ・デーヴガン〉）
- タイガー 甦る伝説のスパイ（アブー・ウスマーン〈サジャード・デラクルーズ〉[20]）
- ライド・オン（シアマオ〈ユー・アイレイ〉[21]）
- オッペンハイマー（ハンス・ベーテ〈グスタフ・スカルスガルド〉[22]）
- 流転の地球 -太陽系脱出計画-（マー・ジャオ〈ニン・リー〉[23]）
- プロジェクト・サイレンス[24]
- ミッション:インポッシブル/ファイナル・レコニング（エンティティ[25]）
- F1/エフワン（フェルナンド・アロンソ[26]）

#### ドラマ
- マッドメン
- グッド・ワイフ（ローランド・ラピン）
- スーパーナチュラル シーズン6
- マンダロリアン（アックス・ウォーヴス）
- クイーン・オブ・ザ・サウス 〜女王への階段〜
- シカゴ・ファイア（マーク・ジェフリーズ〈カール・ウェザース〉）
  - シカゴ P.D.
- ザ・アメリカンズ（サンフォード・プリンス）
- ザ・ウィドウ 〜真実を求めて〜
- Bitten -わたしを愛した狼-（英語版）（ジ・アルビノ）
- ボージャック・ホースマン（ジョセフ・シュガーマン〈マシュー・ブロデリック〉）
- 三国志〜趙雲伝〜（劉備玄徳〈イェン・イークアン〉[27]）
- 高い城の男（ポール・梶浦〈ルイ・オザワ〉）
- BOSCH/ボッシュ（ルー・エスコバル）
- ヴァイキング 〜海の覇者たち〜（カルフ〈ベン・ロブソン（英語版）〉）
- iゾンビ（英語版）
- クリミナル・マインド FBI行動分析課 シーズン11・12
- HOMELAND シーズン5・6
- KILLJOYS/銀河の賞金ハンター シーズン2
- ナイト・マネジャー（レックス・メイヒュー〈ダグラス・ホッジ（英語版）〉）
- ザ・キャッチ（英語版）（モーガン）
- ナイトシフト 真夜中の救命医 シーズン3・4
- ゲットダウン（シェーン・ヴィンセント〈ジェレミー・ハリス（英語版）〉）
- クリミナル・マインド 国際捜査班 シーズン2
- プリズン・ブレイク シーズン5
- カレッジ・フレンズ（英語版）（フィリックス）
- 女刑事マーチェラ（ヘンリー・ギブソン〈ハリー・ロイド〉）
- ザ・ファイブ -残されたDNA-（英語版）
- もっと猟奇的な彼女
- シークレット・シティ（英語版）（リアドン〈ヒュー・ハギンソン（英語版）〉）
- ブラインドスポット タトゥーの女
- Major Crimes 〜重大犯罪課 シーズン6
- NCIS: ニューオーリンズ シーズン3
- ザ・クラウン（トミー・ラッセルズ〈ピップ・トレンス〉）
- スリーピー・ホロウ ファイナル・シーズン
- 師任堂、色の日記（チョン·ミンソク〈イ・ヘヨン〉）
- スキャンダル 託された秘密 シーズン6
- インポスターズ 愛しの結婚詐欺師（英語版）
- アンという名の少女
- シーズ・ガッタ・ハヴ・イット（英語版）
- コラテラル 真実の行方（英語版）
- 運命の7秒（英語版）（ジョー・リナルディ〈マイケル・モスリー（英語版）〉）
- ヴィンチェンツォ[28]
- ホークアイ（トマス）
- 原潜ヴィジル
- 三国志 Secret of Three Kingdoms(中国、2018年)／三国志 秘密の皇帝(NHK、2024年) (曹操 〈ツェー・クワンホウ〉）
- 朝鮮弁護士(MBC、2023年)／朝鮮弁護士カン・ハンス 誓いの法典(NHK、2025年) (提調(チェジョ)パク・ジェス)

#### ドキュメンタリー
- Formula 1: 栄光のグランプリ（ロマン・グロージャン、フェルナンド・アロンソ、ロバート・クビサ、ほか）

#### アニメ
- ねこのピート（ピートの父[29]）
- 魔法が解けて（オドヴァル）

### テレビドラマ
- 大河ドラマ・軍師官兵衛（NHK）

### 舞台
- シンクロナイズ・プロデュース「愚鈍起承転浪漫譚」（吉祥寺シアター) - 主演
- 「約東」（ピッコロシアター 大ホール）
- シェイクスピアシアター「お気にすまま」（俳優座劇場） - アダム 役
- 「冬物語」（俳優座劇場） - アンテイゴナス 役
- 時間堂「森の別の場所」（シアター風姿花伝）
- 演劇集団未踏「森のロルフ」「紺碧の海深く」
- 劇団歌舞人ミュージカル「ドンキ・ホーテ」 - 主演
- ミュージカル「アラジンと魔法のランプ」